# Prunum hartleyanum
Prunum hartleyanum is een slakkensoort uit de familie van de Marginellidae. De wetenschappelijke naam van de soort is voor het eerst geldig gepubliceerd in 1941 door Schwengel.